# Nesorhamma chalcas
Nesorhamma chalcas är en insektsart som beskrevs av Ronald Gordon Fennah 1956. Nesorhamma chalcas ingår i släktet Nesorhamma och familjen Derbidae. Utöver nominatformen finns också underarten N. c. atrior.